# KUMAMI
KUMAMI（クマミ、1984年1月4日 - ）は、日本のシンガーソングライター・ピアニスト。福岡県福岡市南区出身。血液型AB型。身長171cm。EMI Music Japan・Capitol Music所属。

## 概要
7歳の時にクラシックピアノを始め、自身で作曲も始める。以降作曲を行いながら、13歳の時に映画音楽の作曲家を志すようになる。
2005年、21歳の時に友人の結婚式のために初めて作詞をし、楽曲「悲しい時、楽しい時」を制作。式でピアノの弾き語りを行ったことをきっかけにシンガーソングライターを志すようになる。5月28日には初めてワンマンライブを行い、以降福岡県内を中心に定期的にワンマンライブを行うようになる。
2007年6月20日には、HILLS RECORDSよりミニアルバム『Vital』でCDデビュー。同時期に上京し、発売記念ライブを東京渋谷で行うなど、東京へも活動の幅を広げる。この頃、ユナイテッド・シネマ豊洲内のカフェでピアノの演奏をしているところを現在の関係者にスカウトされ、メジャーデビューのきっかけをつかむ。
2008年、映画『雨の翼』の音楽を担当。1月21日にユナイテッド・シネマ豊洲で行われた完成披露試写会をはじめ一部劇場の一部上映回では「生映画」として、映像に合わせて映画音楽の生演奏を行った。2月6日、EMI Music Japanより、サウンドトラックシングル『雨の翼』でメジャーデビュー。翌月3月5日にはデビューアルバム『but...Life goes on』を発売。4月5日に公開された日活配給映画『うた魂♪』ではNaoki役で俳優としても映画初出演した。

## ディスコグラフィ

### CDシングル
- 雨の翼（2008年2月6日発売）
  - 「雨の翼」：映画『雨の翼』主題歌
  - 「涙雨〜透花のテーマ」：映画『雨の翼』劇中曲、テレビ埼玉『ニュース930』『ウィークエンド930』エンディングテーマ
  - 「甘雨〜陽介のテーマ」：映画『雨の翼』劇中曲
  - 「雨の翼 (Piano Instrumental Movie)」：映画『雨の翼』劇中曲

### 配信限定シングル
- 風に想う（2008年8月20日着うた・着うたフル配信開始、8月27日デジタル配信開始）
  - 福岡放送ドラマスペシャル『私は一本の木に恋をした』主題歌

### アルバム
- but...Life goes on（2008年3月5日発売）

### インディーズミニアルバム
- Vital（2007年6月20日発売）

## 出演

### 映画
- うた魂♪（2008年、Naoki役）